# 진수부 (고대)
진수부(鎮守府, ちんじゅふ)는, 고대 일본의 최북단 율령국인 무쓰 국(陸奥国)에 설치되었던, 고대 일본에서 군정을 관리하던 관청이다. 그 장관인 장군(将軍)의 이름이 덴표(天平) 원년(729년)에 처음으로 보이고 있어, 나라 시대(奈良時代) 전반에는 진수부에 상당하는 기관이 도고쿠(東国) 어딘가에 설치되었을 것으로 추측된다. 
진수부의 수장인 진수부장군(鎮守府将軍)의 직위는 5위에서 4위 상당이다.
일반적으로 진수부의 전신은 《속일본기》에 보이는 '진소'(鎮所, ちんじょ)로, 무쓰의 국부(国府)가 있었다는 다가 성(多賀城) 부근에 나란히 세워져 있던 것으로 추측되고 있다. 그리고 엔랴쿠 21년(802년)에 사카노우에노 다무라마로(坂上田村麻呂)가 이사와 성(胆沢城)을 쌓았을 때 진수부는 이사와 성으로 옮겨졌다고 한다.

## 진병
진수부에는 진병(鎭兵)이라 불리는 고유 병력이 배치되어 있어 무쓰 및 데와에 배치된 군단의 병사와 함께 성책(城柵)의 경비를 맡고 있었다. 에미시와 대치하는 무쓰 국에는 다른 구니와 비교할 수 없을 정도의 군단(최대 7개)이 설치되어, 다른 많은 구니에서 군단이 폐지된 후에도 오히려 계속 증강되었다. 하지만 군단 병사제는 각 국 농민들로부터 동원하였기 때문에 부담이 너무 컸고 그럼에도 병력이 오히려 부족했기에 때문에 별도의 병사로 보완이 필요했다고 생각된다. 군단 병사는 6개 정도의 번을 나누어 교대로 근무하기에 이를테면 병사가 6000명이어도 상시 배치할 수 있는 것은 1000명에 불과하지만, 진병의 경우는 교대는 보통 없기 때문에 예를 들면 3000명이면 3000명 모두를 상시 배치할 수 있게 된다. 진병은 도고쿠의 군단 병사들로부터 뽑히는 등 사키비토(防人)와 출자가 같았지만 도고쿠의 부담이 너무 커서 점차 현지의 무쓰 국 및 데와 국로부터 그 병력을 모으게 되었고 군단 병사와의 차이가 애매해져 서서히 형체화해 간다.
진병이라는 이름이 명확하게 기록에 남은 것은 덴표 9년(737년)이지만, 그 이전의 기록에도 「진수군졸」(鎮守軍卒 「진병인」(鎮兵人)이라고 하는 유사한 기술이 있어, 진병제의 발족은 진키(神亀) 원년(724년) 무렵이라고 하는 것이 정설이 되고 있다. 그 후, 무쓰 및 데와의 군단 병사 병력의 증감과 밀접한 상관관계를 가지면서 증감을 반복해, 피크 시절이었던 고닌 원년(810년)에는 3800명을 헤아렸지만, 이후 점차 삭감되고 고닌 6년(815년)에는 완전 폐지된다.

## 다가 성 시대
진수부 상당의 기관은 처음 다가 성에 설치되었던 것으로 추측되고 있다.
덴표호지 3년(759년)에는, 장군 이하의 봉료와 부인(付人)의 급부를 무쓰 국의 고쿠시와 같게 하도록 정하였다. 이 무렵부터 진수부장군은 거의 4년마다 임명됐다. 이 시기의 장군은 안찰사(按察使) 또는 무쓰 태수(陸奥守, 무쓰노카미)를 겸임하는 것이 통례로, 그 중에는 세 개의 관직을 겸임하는 경우도 있었다.
간무 천황의 에미시 정벌 때에는 정이대사(征夷大使, 장군)와 정동대사(征東大使, 장군)가 임명되어 정토군이 편성되었다. 진수부는 통상적인 수비와 성책의 조영 · 유지 등 무쓰 국내의 군정을 주요 임무로 삼았다고 한다.

## 이사와 성 시대
엔랴쿠 21년(802년), 사카노우에노 다무라마로(坂上田村麻呂)에 의해 이사와 성이 세워지고, 다가 성에서 이곳으로 진수부를 옮겨 왔다. 이 이전 무렵부터 기구 정비도 적극적으로 진행되었는데, 예를 들어 고닌 3년(812년)에는 진수부의 정원이 장군 1명, 군감(軍監) 1명, 군조(軍曹) 2명, 의사 · 노사(弩師) 각 1명으로 정해졌다.
조와 원년(834년)에는 원래는 무쓰 국인(国印)을 사용하고 있던 것이 새롭게 진수부인(鎮守府印)을 받고 있다. 이처럼 이사와 이전 후의 진수부는 다가 성에 있는 무쓰 국부와 병존하는 형태로, 말하자면 제2국부와 같은 역할을 맡아 이사와 땅(현재의 일본 이와테 현 남부 일대)를 다스렸다.
이처럼 진수부의 본래의 성격은 바로 이 평상시의 통치이며 비상시의 정토가 아니다. 따라서 헤이안 시대 중기 이후가 되면 진수부 본래의 역할은 상실되었고, 진수부장군의 자리만이 무문의 영예로 칭송받았다.

## 같이 보기
- 진수부장군(鎮守府将軍)
- 아키타 성(秋田城)
- 진수부 (일본 제국 해군)